# Portrait de madame Jacques-Louis Leblanc
Le Portrait de Mme Jacques-Louis Leblanc est une peinture à l'huile de l'artiste néoclassique français Jean-Auguste-Dominique Ingres, peinte en 1823 et exposée au Metropolitan Museum of Art de New York,.

## Description
Le tableau représente l'épouse de Jacques-Louis Leblanc, Françoise Poncelle (1788–1839), en 1823. Il a été réalisé par Jean-Auguste-Dominique Ingres après que le couple l'a rencontré à Florence. Il représente Mme Leblanc dans une posture fière, vêtue d'une robe noire et d'un collier doré, indiquant la richesse de sa famille et sa propre assurance. Ingres a utilisé une palette de couleurs plus sombres pour créer un contraste audacieux avec le sujet du tableau. Pour équilibrer les couleurs avec le fond sombre, il a inclus une fleur sur un vase sur la table à côté de la dame. La signature d'Ingres est visible en bas à gauche du tableau. La peinture est associée au style néoclassique.

## Propriété
La famille Leblanc possédait le tableau jusqu'à ce qu'il soit acheté par des amis proches, Edgar Degas et Albert Bartholomé, date à laquelle il a commencé à être exposé dans de grandes villes comme Paris, Londres, Moscou, New York et Washington. Il avait également été exposé en 1834 au Salon de peinture de Paris sans son pendant du même artiste, Portrait de Jacques-Louis Leblanc.
En 1918, le tableau a été acheté lors de la vente des biens de Degas par le Metropolitan Museum of Art, qui l'expose depuis au public.